# Walka wodzów
Walka wodzów (fr. Le Combat des chefs) – siódmy tom serii komiksowej Asteriks, stworzony przez René Goscinnego (scenariusz) i Alberta Uderzo (rysunki).
Komiks ukazywał się początkowo w odcinkach, na łamach francuskiego czasopisma Pilote, w latach 1964–1965. Został wydany w formie albumu w 1966 r.
Pierwsze polskie wydanie (w przekładzie Jolanty Sztuczyńskiej) pochodzi z 1992 r.

## Fabuła
Rzymianie z obozu Rabarbarum podejmują kolejną próbę rozprawienia się z mieszkańcami wioski Asteriksa. Pragną wykorzystać w tym celu galijski zwyczaj, zwany walką wodzów. Polega on na tym, że wódz jednej wioski może rzucić wodzowi drugiej wyzwanie do walki; przegrany przekazuje władzę nad swoim plemieniem zwycięzcy. Plan Rzymian zakłada zwycięstwo wodza wioski Serum, Kolaboriksa (w pełni podporządkowanego Rzymowi) nad Asparanoiksem.
Jednocześnie Rzymianie urządzają zasadzkę, chcąc ująć druida Panoramiksa i tym samym pozbawić Asparanoiksa wsparcia w postaci magicznego napoju. Dzięki czujności Asteriksa i Obeliksa napastnicy zostają przepędzeni, ale w ferworze walki Panoramiks zostaje przygnieciony menhirem Obeliksa. W wyniku wypadku druid traci zmysły i pamięć.

## Nawiązania
We wstępie opowieści wskazano, że w czasie okupacji rzymskiej w Galii żyły dwie grupy Galów: ci, którzy uznali Pax Romana i ci, którzy opierali się najeźdźcom. Według Uderzo było to nawiązanie do okupacji niemieckiej Francji w okresie II wojny światowej.

## Adaptacje
Wątek ataku Rzymian na Panoramiksa został wykorzystany w filmie animowanym Wielka bitwa Asteriksa z 1989 r.
Album ma być podstawą fabuły serialu animowanego Asteriks i Obeliks: Walka wodzów, którego premiera jest planowana na 2025 r.